# Anzère
Anzère er en lille landsby i kantonen Valais i Schweiz. Byen ligger i den brede Rhône-dal, tæt på Sion. Byen ligger på de sydvendte skråninger og er bygget i traditionel schweizisk stil. Området er et populært turistområde og er ifølge statistikken det sted i Schweiz, som har flest soltimer.

## Turisme
Anzère er bygget til turisme. Først og fremmest ski-turisme i vinterhalvåret, men også om sommeren er byen velbesøgt.
Området giver adgang til 40 km skiløjper med 15 individuelle pister, der betjenes af 11 skilifte og svævebaner (1 lukket gondolsvævebane (Anzère Svævebane), 2 stolelifte og 8 træklifte). Den længste samlede ud-i-ét nedkørsel hedder Les Rousses og er over 5 km lang. Der er en del restauranter oppe på bjerget til de mange turister.

## Byen
Såvel inden- som udendørs er der en række faciliteter i Anzères bymidte. Der er swimmingpools, supermarkeder, adskillige hoteller og lejligheder, barer og natklubber. Der findes både restauranter og butikker samt legeområder for børnene.
Der er underjordiske parkeringspladser under det meste af centrum, så bymidten er forbeholdt fodgængere.